# (11311) Пелей
(11311) Пелей (др.-греч. Πηλεύς) — околоземный астероид из группы аполлонов, который характеризуется вытянутой орбитой, из-за чего, в процессе своего движения вокруг Солнца, он пересекает не только орбиту Земли, но и Марса. Астероид был открыт 10 декабря 1993 года американскими астрономами Кэролин и Юджин Шумейкер в Паломарской обсерватории и назван в честь Пелея, одного из героев древнегреческой мифологии.

Орбита астероида Пелей и его положение в Солнечной системе
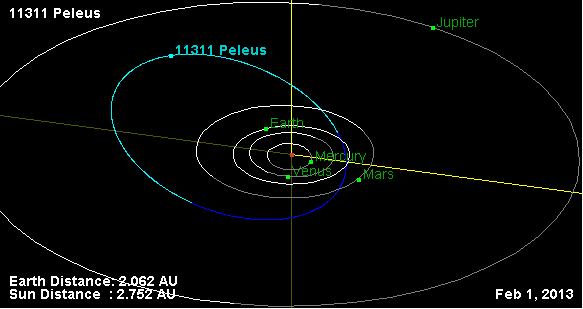
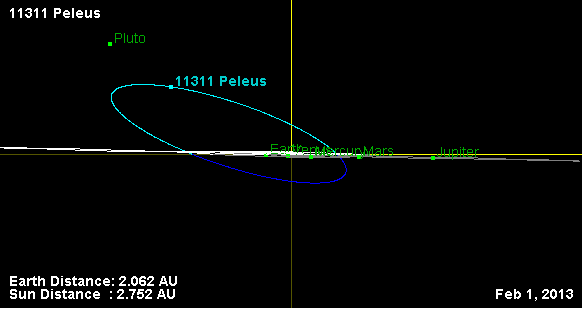
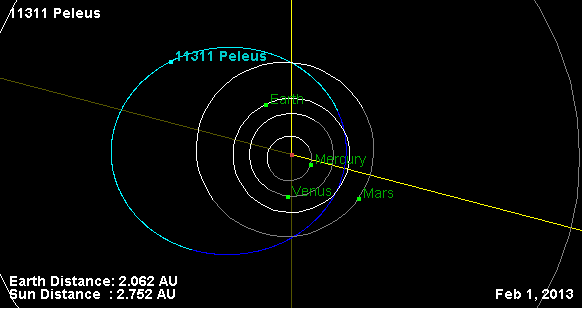